# Paco Ibáñez
Francisco "Paco" Ibáñez (Valencia, 1934. november 20.) spanyol énekes és zenész. Soha nem komponál saját dalszövegre, olyan híres verseket használ fel, mint Federico García Lorca, Luis Cernuda, Rafael Alberti, Pablo Neruda vagy Miguel Hernández. Georges Brassens szerzeményeit is énekelte.

## Élete
1952-ben Franciaországba költözött, ahol 1964-ben vette fel első albumát. Az 1968. májusi franciaországi események során a Sorbonne-on lépett fel, és lázadó művészként vált ismertté.

### Kezdetek
Négy testvér közül ő a legfiatalabb, valenciai apától és baszk anyától született. Első éveit Barcelonában töltötte, s csak 1994-ben tért vissza oda hosszú száműzetés után; családjának a spanyol polgárháború után Franciaországba kellett menekülniük, mivel apja tagja volt az anarchoszindikalista CNT-szakszervezetnek. Párizsban éltek Franciaország német megszállásának kezdetéig, amikor is apját letartóztatták, és spanyol republikánus foglyok internálótáborába deportálták. Édesanyja visszavitte négy gyermeküket San Sebastiánba, hogy munkát találjanak, és 14 éves koráig együtt éltek családja ősi otthonában, Adunában, Guipuzkoában.

### Kapcsolata Baszkfölddel
Baszk édesanyja, akinek szülőházában eltöltött gyermekkora befolyásolta Ibañezt, hogy intenzív kapcsolatot ápoljon olyan baszk művészekkel és értelmiségiekkel, mint Imanol Larzabal, Xabier Lete, Jorge Oteiza és Bernardo Atxaga, és részt vegyen az Ez Dok Amairu mozgalomban.
Énekelt és lemezeket vett fel baszk nyelven, például az Oroitzen (1999) albumot, Imanol Larzaballal.

## Diszkográfia
- Paco Ibanez Vol.1 (1964)
- Paco Ibanez Vol.2 (1967)
- Paco Ibanez Vol.3 (1969)
- A Flor de Tiempo (1978)
- Canta Brassens (1979)
- Una Cancion (1990)
- Oroitzen, Imanol Larzaballal (1999)
- Canta a Jose A Goytisolo (2002)
- Fue Ayer (2003)

### Élő
- En el Olympia (1969)
- A galopar (1991)

## Fordítás
- Ez a szócikk részben vagy egészben  a   Paco Ibáñez című angol Wikipédia-szócikk ezen változatának fordításán alapul.  Az eredeti cikk szerkesztőit annak laptörténete sorolja fel. Ez a jelzés csupán a megfogalmazás eredetét és a szerzői jogokat jelzi, nem szolgál a cikkben szereplő információk forrásmegjelöléseként.